# Чандрашекар Агаше
Чандрашекар Агаше (марати: चदरशखर आगाश; ИАСТ: Чандрашекар Агаше; 14. фебруар 1888 - 9. јун 1956) је био индијски индустријалац и правник, кога се највише памтио као оснивача Брихан Махараштра Шугар Синдикат Лтд. Служио је као управник директор компаније од њеног оснивања 1934. до његове смрти 1956.